# Гольницкий
Гольницкий (пол. Holnicki) — польский дворянский герб.

## Описание
В щите напол-пересеченном, в верхнем голубом поле, под золотою звездою меч острием влево; в нижнем же, красном, серый вол, влево.
В нашлемнике, дворянскою короною прикрытом, три страусовых пера. Намет голубой с золотым подбоем. Герб Гольницкий Шульцов внесен в Часть 2 Гербовника дворянских родов Царства Польского, стр. 216.

## Герб используют
Герб ВСЕМИЛОСТИВЕЙШЕ пожалован владельцу имения Калени в Варшавской Губернии Станиславу, и Докладчику Юридического Отделения Правительственной Комиссии Финансов и Казначейства Алоизию Шульцам, грамотою ГОСУДАРЯ ИМПЕРАТОРА И ЦАРЯ НИКОЛАЯ I, первому 1840 года Генваря 2 (14), а последнему 1842 года Мая 12 (24) дня, как сыновьям Юстуса а внукам Гаспария Шульца, который быв возведен Постановлением Сеймовым 1775 года в потомственное дворянство, не исходатайствовал себе в то время грамоты на оное.